# Pardo (Buenos Aires)
Pardo es una localidad del Partido de Las Flores, provincia de Buenos Aires, Argentina.
Se encuentra a 35 km de la ciudad de Las Flores y 214 km de Buenos Aires.

## Población
Cuenta con 159 habitantes (Indec, 2010), lo que representa un descenso del 9% frente a los 175 habitantes (Indec, 2001) del censo anterior.
| Gráfica de evolución demográfica de Pardo entre 1991 y 2022 |
|                                                             |
| Fuente: Censos nacionales del INDEC                         |

## Turismo
Se destaca el Museo y Biblioteca Adolfo Bioy Casares, situado en la estación de trenes del pueblo. El escritor pasó gran parte de su vida en el lugar.
Por otra parte, en el año 2015 el pueblo es designado, por el espacio radial «Perlitas Rurales», como uno de los 23 destinos turísticos rurales de la provincia de Buenos Aires.